# گیرنده ۶ سروتونین
گیرنده ۶ سروتونین (انگلیسی: 5-HT6 receptor) یکی از انواع گیرنده‌های سروتونین است که به پیام‌رسان عصبی درون‌زاد «سروتونین» (که بدان ۵-هیدروکسی‌تریپتامین هم گفته می‌شود) متصل می‌گردد. این پروتئین یک گیرنده جفت‌شونده با پروتئین جی (GPCR) است که با Gs جفت شده و سبب ارسال پیام‌های تحریکی می‌شود. این گیرنده در انسان توسط ژن «HTR6» کُدگذاری می‌شود.

## توزیع بافتی
این گیرنده انحصاراً در مغز حضور دارد و در نواحی «برآمدگی بویایی»، قشر مغز (لوب پیشانی و نواحی اِنتورینال)، نوکلئوس اکومبنس، جسم مخطط، هسته دم‌دار، هیپوکامپ و لایهٔ مولکولی مخچه یافت می‌شود. به‌دلیل فراوانی این گیرنده در دستگاه خارج هرمی، دستگاه کناره‌ای و قشر مغز، می‌توان حدس زد که گیرندهٔ ۶ سروتونین در کنترل حرکتی، هیجان، شناخت و حافظه نقش دارد.

## عملکرد
مسدودسازی گیرنده‌های ۶ سروتونین مرکزی سبب افزایش پیام‌رسانی کولینرژیک و گلوتامینرژیک در نواحی مختلف مغز می‌شود؛ حال آنکه تحریک این گیرنده‌ها سبب افزایش سیگنالینگ گابائرژیک گسترده می‌گردد.
آنتاگونیست‌های گیرنده ۶ سروتونین، موجب تسهیل رهاسازی دوپامین و نوراپی‌نفرین در لوب فرونتال مغز می‌شوند، ولی آگونیست‌ها می‌توانند اثر معکوس داشته باشند.

### اهداف درمانی بالقوه
به‌نظر می‌رسد که آنتاگونیست‌های گیرنده ۶ سروتونین ممکن است در بهبود شناخت، یادگیری و حافظه نقش داشته باشند. در نتیجه در سال‌های اخیر، پژوهشگران سعی در ساخت داروهای آنتاگونیست خاصی برای این گیرنده جهت درمان بیماری آلزایمر و سایر انواع زوال عقل نموده‌اند. هرچند نتایج آنها چندان امیدوارکننده نبوده است.
آنتاگونیست‌های این گیرنده همچنین سبب کاهش اشتها و کاهش وزن می‌گردند و داروهای آزمایشی خاصی برای درمان احتمالی چاقی تولید و در دست پژوهش است.
از طرف دیگر آگونیست‌های این گیرنده در جوندگان جهت درمان اختلال افسردگی عمده، اضطراب و اختلال وسواس فکری-عملی مورد مطالعه بوده‌است و شاید بتوان از آنها در درمان این بیماری‌ها استفاده نمود.

## لیگاندها
تاکنون چندین لیگاند انتخابی برای گیرنده ۶ سروتونین شناسایی و ساخته شده‌است.

### برخیآگونیست‌ها

#### آگونیست کامل
- ان-(ایندن-۵-ئیل) ایمیدازوتیازول-۵-سولفونامید (۴۳)[۳۱]
- ایی-۶۸۳۷

#### آگونیست نسبی
- ایی-۶۸۰۱[۳۲]
- ایی-۶۸۳۷
- ال‌اس‌دی[۳۳]

### برخیآنتاگونیست‌هاو آگونیست‌های معکوس
- سرلاپیردین (انتخابی)
- داروهای آنتی‌سایکوتیک آتیپیک (همانند الانزاپین و کلوزاپین)
- عصارهٔ رز روگوزا[۳۴]

## ژنتیک
- چندریختی ژنی در گیرنده ۶ سروتونین احتمالاً با بروز برخی بیماری‌های روانی مرتبط است. به‌عنوان مثال، ممکن است چندریختی rs1805054 با بروز بیماری آلزایمر در ارتباط است.[۳۵] پژوهش‌گران در حال مطالعهٔ ارتباط چندریختی ژنی این گرنده با بروز بیماری پارکینسون هستند.[۳۶]